# حرية الدين في كوريا الشمالية
يكفل دستور كوريا الشمالية «حرية الاعتقاد الديني». لكن على أرض الواقع ليس في البلد حرية اعتقاد. ذكر تقريرٌ اختفاء 200,000 مسيحي على الأقل منذ عام 1953. يقال إن المسيحيين هناك هم الأشد تعرّضًا للاضطهاد في العالم.
جمهورية كوريا الديمقراطية الشعبية دولة لاإلاهية رسميًا، والسياسة الحكومية لا تنفك تحُول بين الفرد واختيار الاعتقاد الديني وإظهاره، ولا ينفك النظام يقمع الأنشطة الدينية التي تمارسها جماعات دينية غير مصرّحة. تشير التقارير الحديثة الخاصة باللاجئين، والمنشقين، والمبشرين، والمنظمات غير الحكومية، إلى أنْ سُجن وعُوقب عقوبات قاسية كل من: المتدينين المنخرطين في التبشير هناك، والمتصلين بجماعات إنجيلية أجنبية تعمل في جمهورية الصين الشعبية، والذين أُرجعوا من الصين وعُلم أنهم على اتصال بأجانب أو مبشرين. يتعرض للإعدام أو التعذيب مَن ضُبط بإنجيل من الأناجيل المسيحية التي تُعد رمزًا للغرب. لم يزل اللاجئون والمنشقون يزعمون أنهم شهدوا في الأعوام السابقة اعتقالات وإعدامات ينفذها النظام على أعضاء كنائس مسيحية سرية. يصعب التحقق من تلك المزاعم، لتعذر دخول البلد أو الحصول على معلومات فورية.

## الدين في كوريا الشمالية
تاريخيًا، يتألف الجانب الديني في كوريا الشمالية من البوذية والكونفوشية، والشمانية الكورية والشُّندوية التوفيقية بدرجة أقل. في البلد أقلية مسيحية منذ وفده الأوروبيون في القرن الثامن عشر. ذكرت وكالة المخابرات المركزية الأمريكية أن الحكومة الكورية لا ترعى جماعة دينية إلا لرسم صورةِ حرية زائفة لا وجود لها.

## حال الحرية الدينية
تَعد كوريا الشمالية الأنشطةَ الدينية ذريعةً محتملة لتحدي القيادة والنظام الاجتماعي، إلا ما هو تحت إشراف الجماعات المصرّحة رسميًا المتصلة بالحكومة. كثيرًا ما تُمارَس الأنشطة الدينية سرًا، ولا وجود لحرية دينية حقّة.
تُعامِل الحكومة المعارضين بقسوة، وتكون أقسى معاملة غالبًا من نصيب من يمارسون أنشطة دينية غير مرخصة. المسيحيون خصوصًا هم الأشدّ عرضة للاضطهاد، وقد صنّفت منظمة الإعانات الكاثوليكية الدولية «معونة للكنيسة المحتاجة» كوريا الشماليةَ على أنها أسوأ دولة من ناحية اضطهاد المسيحيين.
في عام 2012، قُدّر أن 150,000–200,000 إنسان تقريبًا قد احتُجزوا في سجون سياسية (كواليسو) في مناطق نائية، أغلبهم لأسباب دينية وسياسية. يُقدّر عدد المسيحيين في السجون بعشرات الآلاف. وتُعد أُسَر المؤمنين مذنبة بالقرابة، فتُرسل إلى معسكرات عمل أو سجون.
من الأنشطة الدينية التي يُعاقَب عليها: الدعوة، وحيازة دينيات، والصلاة، والترنّم، والاتصال بالمتدينين.[بحاجة لمصدر أفضل]
في مارس عام 2006، قيل إن الحكومة حكمت على سون جونغ نام بالإعدام بتهمة التجسس. لكن بعض المنظمات غير الحكومية زعمت أن الحكم عليه إنما هو لاتصاله بجماعات مسيحية في الصين، ولأنشطته التبشيرية، ودعوى إرساله معلومات إلى أخيه في كوريا الجنوبية. ذكر أخو سون أن بعض المعلومات تشير إلى أن سون كان حيًا في ربيع عام 2007. يمنع البلد المراقبين الأجانب من التحقق من تلك المزاعم، ولذا تعذر التحقق من مزاعم الحكومة عن نشاطات سون جونغ نام، أو تحديد ما إذا كان قد أُعدم. صرح أحد الذين رافقوا سون في سجن پيونغ يانغ بأنه مات هناك في ديسمبر عام 2008. في عام 2013، ذكرت صحيفة جونغ أنغ إلبو الكورية الجنوبية أن مواطنين من كوريا الشمالية في مدينة وونسان وُجد معهم إنجيل كانوا ضمن 80 كوريًا شماليًا قُتلوا في موجة إعدام جماعي شهدها البلد. أُعدم غيرهم في المجموعة «لانتهاكات أخرى أخف، كمشاهدة أفلام كورية جنوبية، أو توزيع إباحيات». لكن شهد آخرون أن لِمواطني كوريا الشمالية كامل الحق في حيازة النصوص الدينية والتعبّد الكنيسي، مع أنه قد لا يكون هنالك كثير من المؤمنين الشباب.

## وصلات خارجية
- Research On Religion | Darren Slade on Missionizing North Korea
- 2018 Report on International Religious Freedom: Democratic People’s Republic of Korea, U.S. Department of State.